# Бранко Тупањац
Бранко Тупањац (Билећа, 1938) српско-амерички је привредник базиран у Чикагу. Тупањац је ктитор храма Херцеговачка Грачаница и члан Сената Републике Српске.

## Биографија
Рођен је у Билећи. У САД је из Билеће отишао крајем шездесетих година 20. вијека. 
У Чикагу је постао привредник и посједује пет предузећа, два хотела, неколико бензинских пумпи, и двадесетак зграда. Један је од најбогатијих Срба у САД. Финансирао је преношење посмртних остатака Јована Дучића у Требиње. Ктитор је храма Херцеговачка Грачаница, за шта је одликован орденом светог Саве І степена од стране Светог архијерејског сабора Српске православне цркве. 
Носилац је и ордена Његоша првог реда, Ордена за мир Уједињених нација. Постао је сенатор Републике Српске у другом сазиву Сената 2009.

## Награде

### Друге награде
- 2001: Награда Браћа Карић